# Liber Graecus

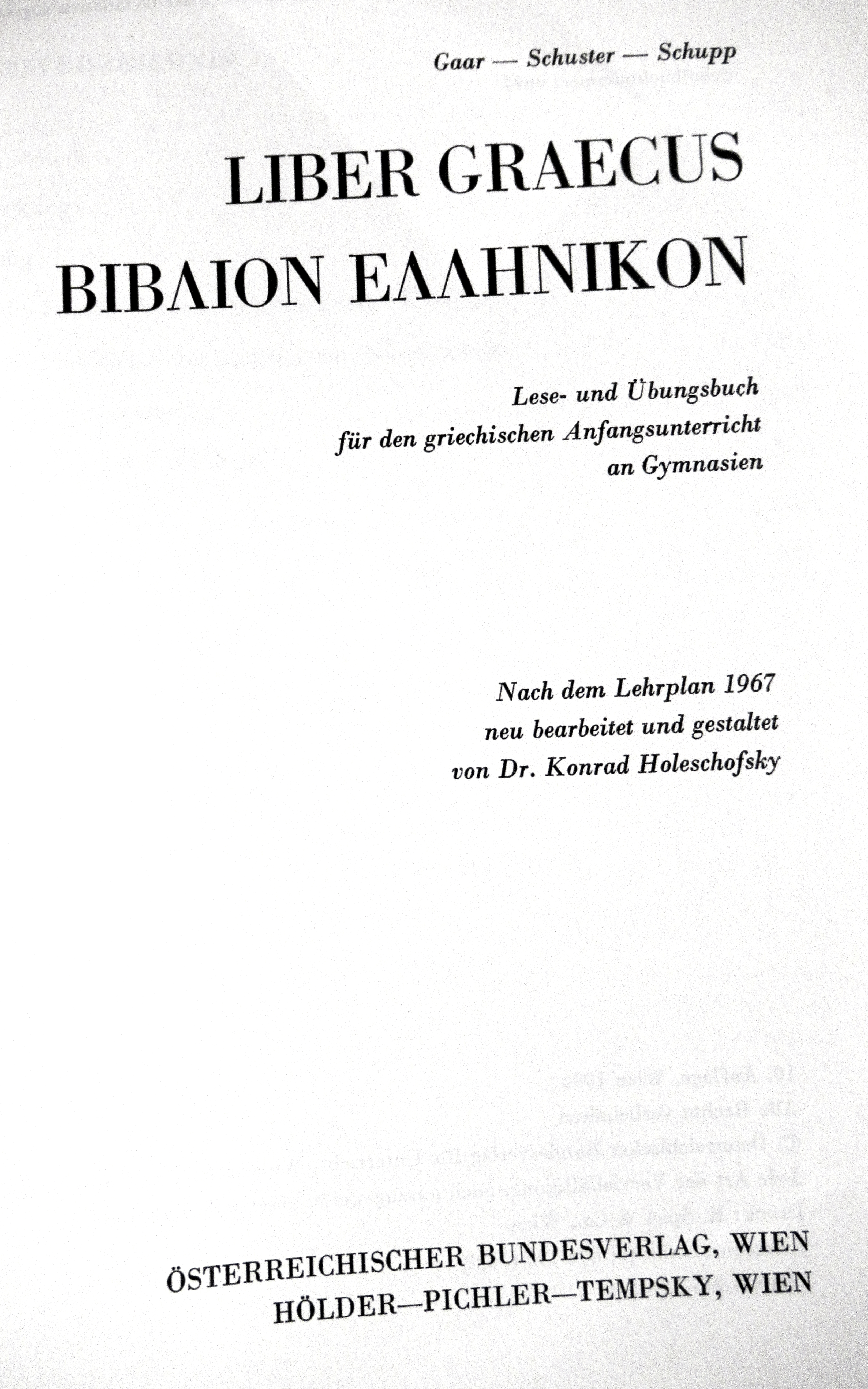
Liber Graecus – ΒΙΒΛΙΟΝ ΕΛΛΗΝΙΚΟΝ

Der Liber Graecus ist ein Unterrichtswerk für die altgriechische Sprache, worauf sowohl der lateinische Titel Liber Graecus wie auch dessen griechische Entsprechung ΒΙΒΛΙΟΝ ΕΛΛΗΝΙΚΟΝ (biblion ellenikon) hindeuten, die ‚Griechisches Buch‘ bedeuten.
Das 1930 von Emil Gaar, Mauriz Schuster und Ferdinand Schupp erarbeitete Griechisch-Lehrbuch war lange Zeit das Standardlehrwerk für den Einführungsunterricht an österreichischen Gymnasien. Das Lehrwerk ist in 42 Lektionen unterteilt und bereitet mit kurzen Lesestücken, die möglichst im Originalwortlaut von Schriftstellern gehalten sind, ideal auf die Lektürephase vor. Inhaltlich wird damit auch Einblick in das Leben, die Geschichte und die Geisteswelt der Griechen gewährt. Der zweite Teil bietet das zugehörige Vokabular samt nötiger Formen- und Satzlehre. Im Jahr 1968 wurde die 8. Auflage von Konrad Holeschofsky überarbeitet. Die 9. Auflage stammt aus dem Jahr 1970 und die 10. und zugleich letzte Auflage aus 1984. Da das Buch seit geraumer Zeit nicht mehr verwendet wird, hat sich der letzte Rechteinhaber entschlossen, die 10. Auflage als Download anzubieten.